# Gare de Noucelles
La gare de Noucelles est une halte ferroviaire belge fermée de la ligne 115, de Braine-l’Alleud à Rognon, située à Noucelles, sur la commune de Braine-le-Château, dans la province du Brabant wallon en Région wallonne.
Elle est mise en service en 1887 par les Chemins de fer de l'État belge et ferme en 1961.

## Situation ferroviaire
La gare de Noucelles se trouvait au point kilométrique (PK) 3,9 de la ligne 115, de Braine-l’Alleud à Rebecq-Rognon via Clabecq entre les gares de Wauthier-Braine et de Sart-Moulin.

## Histoire
Le point d'arrêt de Noucelles, réservé aux voyageurs, entre en service le 12 octobre 1887 ; il est alors administré depuis la gare de Wauthier-Braine. Le 30 octobre 1895, à la Bourse de Bruxelles a lieu l'adjudication publique pour un  a-bâtiment des recettes à Noucelles. Elle devient une halte le 1er octobre 1900.
Le 22 novembre 1959, les trains de voyageurs sont supprimés sur la ligne 115. Après l'abandon des carrières de sable, le seul client à Noucelles est une entreprise de marbres et de carrelages livré en matériaux par wagons venant d'Italie. Cette desserte occasionnelle est supprimée en 1978. En 1982, la section de Clabecq (laminoir) à Sart-Moulin est fermée aux marchandises et les rails sont retirés deux ans plus tard.

## Patrimoine ferroviaire
Reconverti en habitation, le bâtiment des recettes appartient au plan type 1893 et possède des points communs avec celui de la gare de Sart-Moulin. Sa façade en briques témoigne d'une construction en deux étapes (une première construction à comme à Sart-Moulin adjugé simultanément) mais l'aile basse est plus longue (dix travées dont quatre décorées de blocs de pierre au niveau des portes et fenêtres). Le corps de logis en briques rouges s'orne de bandeaux de briques jaunes et blanches, d'une frise en briques et d'encadrements de baies parsemés de pierre de taille. L'aile dévolue à l'accueil des voyageurs et petites marchandises se trouve à droite côté rue (elle est à gauche à Sart-Moulin). Après sa réaffectation, la façade de l'aile droite a été repeinte en beige.
La maison de garde-barrière est également conservée comme habitation.